# Zimowe Mistrzostwa Włoch w Rzutach 2011
Zimowe Mistrzostwa Włoch w Rzutach 2011 – zawody lekkoatletyczne, które rozegrano w Viterbo 12 i 13 marca. 

## Rezultaty

### Mężczyźni
| Konkurencja:   | 1. miejsce        | Rezultat | 2. miejsce         | Rezultat | 3. miejsce         | Rezultat |
| Rzut dyskiem   | Federico Apolloni | 57,16    | Giovanni Faloci    | 56,35    | Fabio Cuberli      | 55,85    |
| Rzut młotem    | Nicola Vizzoni    | 73,26    | Lorenzo Rocchi     | 67,92    | Lorenzo Povegliano | 66,71    |
| Rzut oszczepem | Leonardo Gottardo | 75,83    | Norbert Bonvecchio | 74,69    | Roberto Bertolini  | 69,78    |

### Kobiety
| Konkurencja:   | 1. miejsce      | Rezultat | 2. miejsce         | Rezultat | 3. miejsce        | Rezultat |
| Rzut dyskiem   | Laura Bordignon | 52,57    | Valentina Aniballi | 50,08    | Giorgia Godino    | 50,04    |
| Rzut młotem    | Silvia Salis    | 67,45    | Elisa Palmieri     | 65,72    | Laura Gibilisco   | 61,02    |
| Rzut oszczepem | Zahra Bani      | 58,54    | Silvia Carli       | 49,93    | Maddalena Purgato | 49,36    |